# Neuseeländische Cricket-Nationalmannschaft in Pakistan in der Saison 2024
Die Tour der neuseeländischen Cricket-Nationalmannschaft nach Pakistan in der Saison 2024 fand vom 18. bis zum 27. April 2024 statt. Die internationale Cricket-Tour war Bestandteil der Internationalen Cricket-Saison 2024 und umfasste fünf Twenty20s. Die Serie endete 2–2 unentschieden.

## Vorgeschichte
Für beide Mannschaften war es die erste Tour der Saison. Das letzte Aufeinandertreffen der beiden Mannschaften bei einer Tour fand in der Saison 2023/24 in Neuseeland statt.

## Stadien
Die folgenden Stadien wurden für die Tour als Austragungsorte vorgesehen und am 13. März 2024 bekanntgegeben.
| Stadion                    | Stadt      | Kapazität | Spiele      |
| -------------------------- | ---------- | --------- | ----------- |
| Gaddafi Stadium            | Lahore     | 60.000    | 4. & 5. T20 |
| Rawalpindi Cricket Stadium | Rawalpindi | 25.000    | 1. – 3. T20 |

## Kaderlisten
Neuseeland benannte seinen Kader am 3. April 2024.
Pakistan benannte seinen Kader am 9. April 2024.
| Twenty20 | Twenty20 |
| Pakistan | Neuseeland |
| --- | --- |
| - Babar Azam (K) - Abbas Afridi - Abrar Ahmed - Azam Khan - Fakhar Zaman - Iftikhar Ahmed - Imad Wasim - Irfan Khan - Mohammad Amir - Mohammad Rizwan (wk) - Naseem Shah - Saim Ayub - Shadab Khan - Shaheen Afridi - Usman Khan - Usama Mir - Zaman Khan | - Michael Bracewell (K) - Finn Allen - Mark Chapman - Josh Clarkson - Jacob Duffy - Zakary Foulkes - Dean Foxcroft - Ben Lister - Cole McConchie - Adam Milne - James Neesham - Will O’Rourke - Tim Robinson - Ben Sears - Tim Seifert (wk) - Ish Sodhi |

## Twenty20 Internationals

### Erstes Twenty20 in Rawalpindi
| 18. April Scorecard | Rawalpindi | Neuseeland 2-1 (0.2/5) | – | Pakistan |
|                     |            | No Result              |   |          |

Neuseeland gewann den Münzwurf und entschied sich als Schlagmannschaft zu beginnen. Das Spiel musste auf Grund von Regenfällen abgebrochen werden.

### Zweites Twenty20 in Rawalpindi
| 20. April Scorecard | Rawalpindi | Neuseeland 90 (18.1)           | – | Pakistan 92-3 (12.1) |
|                     |            | Pakistan gewinnt mit 7 Wickets |   |                      |

Pakistan gewann den Münzwurf und entschied sich als Feldmannschaft zu beginnen. Für Neuseeland erzielte Eröffnungs-Batter Tim Seifert 12 Runs, bevor Dean Foxcroft und Mark Chapman eine Partnerschaft formten. Foxcroft erreichte 13 Runs und Chapman 19 Runs. Von den verbliebenen Battern konnte Cole McConchie 15 Runs erzielen. Nach 90 Runs fiel das letzte Wicket. Bester pakistanischer Bowler war Shaheen Afridi mit 3 Wickets für 13 Runs. Für Pakistan formte Eröffnungs-Batter Babar Azam zusammen mit dem dritten Schlagmann Mohammad Rizwan eine Partnerschaft. Azam verlor nach 14 Runs sein Wicket und wurde durch Irfan Khan ersetzt. Zusammen konnten Rizwan und Khan die Vorgabe im 13. Over einholen. Rizwan erzielte dabei 45* Runs und Khan 18* Runs. Die neuseeländischen Wickets erzielten Ben Lister, Ish Sodhi und Michael Bracewell. Als Spieler des Spiels wurde Shaheen Afridi ausgezeichnet.

### Drittes Twenty20 in Rawalpindi
| 21. April Scorecard | Rawalpindi | Pakistan 178-4 (20)              | – | Neuseeland 179-3 (18.2) |
|                     |            | Neuseeland gewinnt mit 7 Wickets |   |                         |

Neuseeland gewann den Münzwurf und entschied sich als Feldmannschaft zu beginnen. Für Pakistan bildeten die Eröffnungs-Batter Saim Ayub und Babar Azam eine Partnerschaft. Ayub erreichte 32 Runs und wurde durch Mohammad Rizwan ersetzt. Azam verlor sein Wicket nach 37 Runs und Rizwan musste nach 22 Runs verletzt aufgeben. Irfan Khan und Shadab Khan formten daraufhin eine weitere Partnerschaft. Shadab Khan erzielte dabei 41 Runs, während Irfan Khan das Innings ungeschlagen mit 30* Runs beendete und so die Vorgabe auf 179 Runs erhöhte. Bester neuseeländischer Bowler war Ish Sodhi mit 2 Wickets für 25 Runs. Für Neuseeland bildeten die Eröffnungs-Batter Tim Robinson und Tim Seifert eine Partnerschaft. Seifert konnte dabei 21 Runs erzielen und wurde durch Dean Foxcroft ersetzt. Robinson gelangen 28 Runs, woraufhin Mark Chapman ins Spiel kam. Nachdem Fixcroft nach 31 Runs ausgeschieden war, konnte Chapman nach einem Fifty über 87* Runs die Vorgabe im vorletzten Over einholen. Bester pakistanischer Bowler war Abbas Afridi mit 2 Wickets für 27 Runs. Als Spieler des Spiels wurde Mark Chapman ausgezeichnet.

### Viertes Twenty20 in Lahore
| 25. April Scorecard | Lahore | Neuseeland 178-7 (20)         | – | Pakistan 174-8 (20) |
|                     |        | Neuseeland gewinnt mit 4 Runs |   |                     |

Pakistan gewann den Münzwurf und entschied sich als Feldmannschaft zu beginnen. Für Neuseeland formten die Eröffnungs-Batter Tim Robinson und Tom Blundell eine Partnerschaft. Blundell erreichte 28 Runs und wurde durch Dean Foxcroft ersetzt. Robinson konnte ein Fifty über 51 Runs erzielen, bevor auch Foxcroft nach 34 Runs ausschied. In der Folge bildeten James Neesham und Michael Bracewell eine weitere Partnerschaft. Bracewell verlor sein Wicket nach 27 Runs, während Neesham das Innings ungeschlagen mit 11* Runs beendete und die Vorgabe auf 179 Runs erhöhte. Bester pakistanischer Bowler war Abbas Afridi mit 3 Wickets für 20 Runs. Für Pakistan bildete der Eröffnungs-Batter Saim Ayub mit dem dritten Schlagmann Usman Khan eine Partnerschaft. Ayub erreichte 20 Runs und Khan 16 weitere. Daraufhin etablierte sich Fakhar Zaman und an dessen Seite erreichte Iftikhar Ahmed 23 Runs, bevor ihn Imad Wasim ersetzte. Zaman schied nach einem Fifty über 61 Runs aus und Wasim konnte bis zum Ende des Innings 22* Runs erreichen, was jedoch nicht genug war um die Vorgabe einzuholen. Bester neuseeländischer Bowler war William O’Rourke mit 3 Wickets für 27 Runs, wofür er als Spieler des Spiels ausgezeichnet wurde.

### Fünftes Twenty20 in Lahore
| 27. April Scorecard | Lahore | Pakistan 178-5 (20)         | – | Neuseeland 169 (19.2) |
|                     |        | Pakistan gewinnt mit 9 Runs |   |                       |

Neuseeland gewann den Münzwurf und entschied sich als Feldmannschaft zu beginnen. Für Pakistan bildete Eröffnungs-Batter Babar Azam mit dem dritten Schlagmann Usman Khan eine Partnerschaft. Khan erzielte 31 Runs und wurde durch Fakhar Zaman ersetzt. Azam konnte ein Fifty über 69 Runs erzielen und nachdem Shadab Khan aufs Feld kam, schied auch Zaman nach 43 Runs aus. Khan beendete das Innings ungeschlagen mit 15* Runs und erhöhte so die Vorgabe auf 179 Runs. Die neuseeländischen Wickets erzielten James Neesham, Will O’Rourke, Ish Sodhi, Zakary Foulkes und Ben Sears. Für Neuseeland formten Eröffnungs-Batter Tim Seifert mit dem dritten Batter Michael Bracewell eine Partnerschaft. Seifert verlor sein Wicket nach einem Fifty über 52 Runs. Daraufhin kam Mark Chapman 1ins Spiel der 12 Runs erzielte und kurz darauf schied auch Bracewell nach 23 Runs aus. In der Folge bildeten James Neesham und Josh Clarkson eine Partnerschaft. Neesham gelangen 16 Runs, während Clarkson 38* Runs erreicht hatte als das letzte Wicket fiel, was jedoch nicht ausreichte um die Vorgabe einzuholen. Bester pakistanischer Bowler war Shaheen Afridi mit 4 Wickets für 30 Runs, der dafür als Spieler des Spiels ausgezeichnet wurde.

## Auszeichnungen

### Player of the Series
Als Player of the Series wurden der folgende Spieler ausgezeichnet.
| Serie    | Player of the Series |
| -------- | -------------------- |
| Twenty20 | Shaheen Afridi       |

### Player of the Match
Als Player of the Match wurden die folgenden Spieler ausgezeichnet.
| Spiel       | Player of the Match |
| ----------- | ------------------- |
| 1. Twenty20 | –                   |
| 2. Twenty20 | Shaheen Afridi      |
| 3. Twenty20 | Mark Chapman        |
| 4. Twenty20 | William O’Rourke    |
| 5. Twenty20 | Shaheen Afridi      |